# Carlos Alberto Jaramillo
Carlos Alberto Jaramillo Muñoz (Bogotá, 6 mei 1969) is een Colombiaans geoloog en botanicus, die met name onderzoek doet naar de evolutie van de flora en fauna van de neotropen. Hij is werkzaam bij het Smithsonian Tropical Research Institute in Panama.

## Studie
Jaramillo studeerde van 1986 tot 1992 Geologie aan de Universidad Nacional de Colombia. Vervolgens ging hij in de Verenigde Staten studeerde, waar Jaramillo in 1995 zijn Master of Science behaalde in de Geologie behaalde aan de University of Missouri-Rolla. Van 1995 tot 1999 volgde een promotietraject met een PhD in Geologie en Botanie.

## Werkterrein
Jaramillo werkt sinds 2005 voor het Smithsonian Tropical Research Institute. Hij was betrokken bij diverse studies van fossiele vondsten uit de Culebra-kloof in het bekken van het Panamakanaal, die werden gevonden bij verbredingswerkzaamheden aan het begin van de eenentwintigste eeuw. Hij nam deel aan studies naar onder meer haaien, krokodillen, schildpadden, zeezoogdieren, kamelen en pekari's, die gepubliceerd werden tussen 2010 en 2013. In zijn geboorteland Colombia deed Jaramillo onder meer onderzoek van fossielen van reptielen, in het bijzonder schildpadden, krokodillen uit de Dyrosauridae en de reuzenslang Titanoboa uit de Cerrejón-formatie. 